# الیسر الیس
الیسر الیس (انگلیسی: Eliécer Ellis؛ زادهٔ ۱۳ دسامبر ۱۹۴۵) بازیکن بسکتبال اهل پاناما بود.